# Джампаоло, Марко
Марко Джампаоло (итал. Marco Giampaolo; род. 2 августа 1967, Беллинцона) — футбольный тренер.

## Карьера
Свою профессиональную футбольную карьеру провёл в клубах Серии B и C. После завершения карьеры из-за травмы лодыжки с 2000 года стал ассистировать в ряде итальянских клубов Серии C1 и B.
В 2004 году без наличия профессиональной лицензии возглавил клуб «Асколи», будучи назначенным помощником тренера, с которым попал в плей-офф отбора в Серию A. Несмотря на то, что клуб не прошёл отбор, из-за ряда отказов выступать в высшем дивизионе Италии «Асколи» попал в Серию A. В 2006 году Джампаоло был дисквалифицирован на 2 месяца из-за того, что продолжил руководить «Асколи» без тренерской лицензии.
После отбытия дисквалификации помог сохранить клуб в дивизионе и перешёл в «Кальяри». В декабре 2006 года был отстранён, а в феврале 2007 года уже восстановлен в своей роли в «Кальяри». После спасения клуба от вылета был утверждён тренером на следующий сезон, но снова был уволен в ноябре 2007 года. Позже Джампаоло снова пригласили в «Кальяри», но вернуться в клуб он отказался и возглавил «Сиену».
В мае 2010 года сменил Синишу Михайловича на посту клуба «Катания».
В 2011 году возглавил «Чезену», но из-за неудовлетворительных результатов команды был вскоре уволен.
В 2013 году вернулся в Серию B в клуб «Брешиа», но снова досрочно был уволен из клуба после конфликта с болельщиками и исчезновения из клуба на несколько дней.
В июне 2015 года возглавил «Эмполи». После успешного сезона в тосканском клубе Джампаоло стал тренером «Сампдории», с которой работал на протяжении последующих 3-х лет. 15 июня 2019 года расторг контракт с «Сампдорией» по обоюдному согласию.
19 июня 2019 года назначен главным тренером «Милана». Контракт подписан до 30 июня 2021 года с возможностью продления ещё на год. 8 октября 2019 года специалист оставил свой пост.
7 августа 2020 года назначен главным тренером «Торино». Контракт подписан на 2 года. 18 января 2021 года, через 2 дня после матча 18-го тура Серии A 2020/21 «Торино» — «Специя» (0:0), был уволен.
19 января 2022 года назначен главным тренером «Сампдории». Контракт подписан до 30 июня 2022 года с возможностью продления до 30 июня 2024 года. 2 октября 2022 года был уволен после четвёртого подряд поражения — от «Монцы» (0:3) — к этому моменту у генуэзцев было 6 поражений и 2 ничьих в сезоне.
11 ноября 2024 года вернулся к тренерской работе, возглавив «Лечче». Соглашение рассчитано до конца сезона 2024/25 с опцией продления на сезон в случае сохранения прописки в Серии А.